# 風月堂 (鹿児島県鹿児島市)
風月堂（ふうげつどう）は、鹿児島県鹿児島市谷山港一丁目に本社を置く老舗和洋菓子店。1919年（大正8年）創業。
1964年より発売されている「さつまどりサブレ」が代表的な菓子。「さつまどりサブレ」は薩摩鶏をモチーフとしており、島津斉彬が創設した水車小屋から生まれた兵糧菓子が原点となる。昭和天皇に献上されたこともある。
2020年の鹿児島県新作観光土産品コンクールで、菓子部門において「桜島だいこん大福」が優秀賞に選ばれた。桜島大根をすりおろし、小豆の粒あんと桜島大根の葉を練り込んだ餅で包んだ大福である。
2022年には鹿児島大学とコラボし、大学のマスコットキャラクターの名前を付けた「さっつんサブレ」を販売した。サブレには霧島市福山町産の純米黒酢、奄美諸島産の黒糖、種子島産の一吉紫芋、小宝島の温泉塩などが使用され、大島紬の模様を取り入れたパッケージは大学の卒業生がデザインし、商品の説明や大学の魅力を紹介するしおりは在校生や大学の広報担当者らが考案している。